# Тытонь, Пшемыслав
Пшемы́слав Ты́тонь (пол. Przemysław Tytoń; род. 4 января 1987 года, Замосць, ПНР) — польский футболист, вратарь клуба «Твенте». Выступал за национальную сборную Польши.

## Карьера

### Клубная
Пшемыслав родился в городе Замосць. Свою профессиональную карьеру он начал здесь же, в команде «Гетман Замосць» в 2004 году. В начале 2005 года футболист пополнил состав команды «Гурник» из Ленчны.
Осенью 2007 года Тытонь заключил пятилетнее соглашение с нидерландской «Родой». Дебютировал в составе команды 29 марта 2008 года, в матче с «Хераклесом» (Алмело), завершившемся нулевой ничьей. По итогам сезона 2010/11 Тытонь стал вторым после Мартена Стекеленбурга в списке лучших вратарей Эредивизи.
Летом 2011 года игрок получил предложение о переходе от бельгийского «Генка», но не принял его. 16 августа Пшемыслав был отдан в годовую аренду клубу ПСВ, а 20 января 2012 года с ним был подписан четырёхлетний контракт. Дебютировал в составе ПСВ 11 сентября 2011 года, в игре с «ВВВ-Венло», в которой пропустил три мяча, а встреча завершилась со счётом 3:3.
18 сентября, в своём втором матче за эйндховенский клуб с амстердамским «Аяксом» (2:2), на 44 минуте встречи, при счёте 1:0 в пользу хозяев, Тытонь столкнулся со своим одноклубником Тимоти Дерейком, в результате чего получил серьёзное сотрясение мозга, но рентген показал отсутствие трещин или дефектов шеи и черепа. В матче с «Родой» так же получил серьёзную травму: спасая ворота от гола врезался в прыжке в штангу, в итоге ушиб тазобедренной кости и сотрясение мозга.
8 апреля 2012 года Тытонь вместе с ПСВ выиграл первый в своей профессиональной карьере серьёзный трофей — Кубок Нидерландов, обыграв в финале «Хераклес» со счётом 3:0.
Летом 2014 года отправился в годичную аренду в клуб Ла Лиги «Эльче».
24 июня 2015 года было объявлено о переходе Тытоня в немецкий клуб «Штутгарт».
30 июня 2016 года официально перешёл в испанский клуб «Депортиво Ла-Корунья», подписав трёхлетний контракт.
13 декабря 2018 года Тытонь в качестве свободного агента присоединился к новообразованной франшизе MLS «Цинциннати». Защищал ворота клуба в его дебютном матче в лиге, 2 марта 2019 года против «Сиэтл Саундерс» (1:4), в котором пропустил четыре мяча и совершил пять сейвов. По окончании сезона 2021 «Цинциннати» не стал продлевать контракт с Тытонем.
7 марта 2022 года подписал контракт до конца сезона с «Аяксом».
23 мая 2022 года подписал двухлетний контракт с клубом «Твенте».

### Национальная
Выступал за юношескую и молодёжную сборные Польши. 29 мая 2010 года, в матче со сборной Финляндии, завершившемся со счётом 0:0, Пшемыслав дебютировал в составе первой сборной Польши. 27 мая 2012 года футболист был включён в окончательную заявку сборной Польши на Евро-2012. 8 июня, в матче открытия чемпионата Европы против сборной Греции, Пшемыслав вышел на замену на 70-й минуте вместо Мацея Рыбуса после того, как Войцех Щенсный был удалён с поля, и отразил пенальти от Йоргоса Карагуниса.

## Достижения
ПСВ
- Обладатель Кубка Нидерландов: 2011/12
- Обладатель Суперкубка Нидерландов: 2012

«Аякс»
- Чемпион Нидерландов: 2021/22